# Valea Sânpetrului (Grebenișu de Câmpie), Mureș
Valea Sânpetrului este un sat în comuna Grebenișu de Câmpie din județul Mureș, Transilvania, România.